# رون ديفيز (سياسي ويلزي)
رون ديفيز (بالإنجليزية: Ron Davies)‏ هو سياسي بريطاني، ولد في 6 أغسطس 1946 في المملكة المتحدة. حزبياً، نشط في بلاد كيمري وحزب العمال.

## مناصب
- في انتخابات الجمعية الوطنية الويلزية 2003 [الإنجليزية]‏، انتخب عضو الجمعية الوطنية الويلزية الثانية ‏ عن دائرة Caerphilly (Senedd constituency) [الإنجليزية]‏ وقد انضم خلال فترته النيابية  [لغات أخرى]‏ (1 مايو 2003 – 28 مارس 2007) للكتلة البرلمانية حزب العمال الويلزي [الإنجليزية]‏.
- في انتخابات الجمعية الوطنية الويلزية 1999 [الإنجليزية]‏، انتخب عضو الجمعية الوطنية الويلزية الأولى عن دائرة Caerphilly (Senedd constituency) [الإنجليزية]‏ وقد انضم خلال فترته النيابية  [لغات أخرى]‏ (6 مايو 1999 – 2 أبريل 2003) للكتلة البرلمانية حزب العمال الويلزي [الإنجليزية]‏.
- في الانتخابات العمومية للمملكة المتحدة 1983 [الإنجليزية]‏، انتخب عضو البرلمان التاسع والأربعون للمملكة المتحدة عن دائرة كيرفيلي خلال فترته النيابية ‏ (9 يونيو 1983 – 18 مايو 1987).
- في الانتخابات العمومية للمملكة المتحدة 1987 [الإنجليزية]‏، انتخب عضو البرلمان الخمسون للمملكة المتحدة عن دائرة كيرفيلي خلال فترته النيابية ‏ (11 يونيو 1987 – 16 مارس 1992).
- في الانتخابات العامة في المملكة المتحدة 1992 [الإنجليزية]‏، انتخب عضو البرلمان الحادي والخمسون للمملكة المتحدة عن دائرة كيرفيلي خلال فترته النيابية ‏ (9 أبريل 1992 – 8 أبريل 1997).
- في الانتخابات العامة في المملكة المتحدة 1997 [الإنجليزية]‏، انتخب عضو البرلمان الثاني والخمسون للمملكة المتحدة عن دائرة كيرفيلي وقد انضم خلال فترته النيابية ‏ (1 مايو 1997 – 14 مايو 2001) للكتلة البرلمانية حزب العمال.
- انتخب عضو مجلس الشورى البريطاني.
- انتخب وزير ظل الدولة لشؤون ويلز [الإنجليزية]‏ (21 أكتوبر 1993 – 2 مايو 1997).
- انتخب Secretary of State for Wales [الإنجليزية]‏ (2 مايو 1997 – 27 أكتوبر 1998).

## روابط خارجية
- رون ديفيز على موقع إن إن دي بي (الإنجليزية)